# Kimiko Nakayama-Ziegler

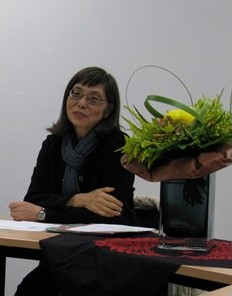
K. Nakayama-Ziegler

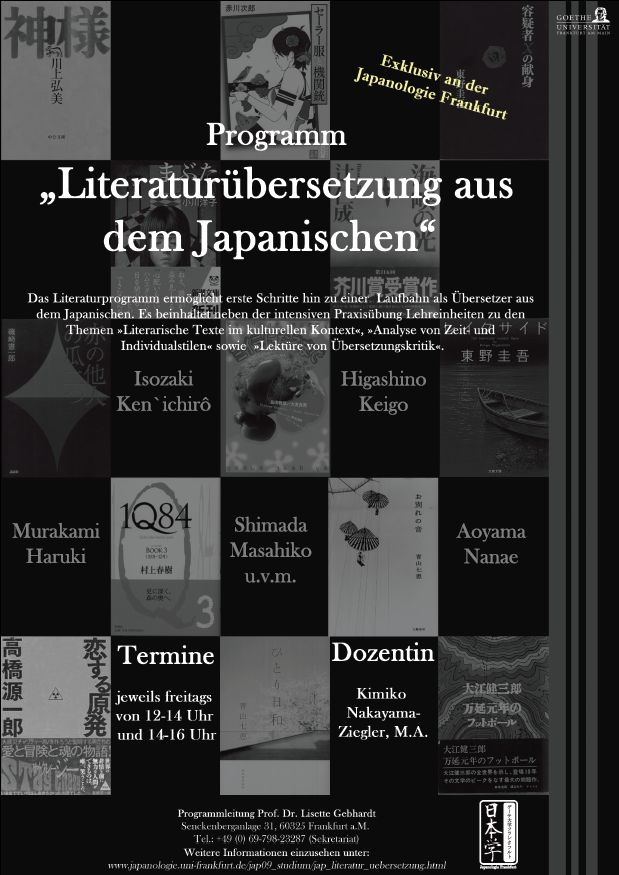
Plakat zur Veranstaltung "Literaturübersetzung aus dem Japanischen" an der Japanologie Frankfurt

Kimiko Nakayama-Ziegler (* 1948 in Tokio) ist eine literarische Übersetzerin und Universitätsdozentin.

## Leben
Die Übersetzerin studierte zunächst Deutsche Philologie an der Sophia-Universität in Tokio und schloss 1975 mit dem BA ab. Ihren Magister in Germanistik, Anglistik und Japanologie erhielt sie 1984 an der Goethe-Universität in Frankfurt. Danach war sie an verschiedenen Einrichtungen als Dozentin beschäftigt. Anfang der 2000er bis Mitte der 2010er Jahre übersetzte sie, zusammen mit Ursula Gräfe, zahlreiche Texte der zeitgenössischen japanischen Literatur, meist von Ogawa Yôko und Kawakami Hiromi, ins Deutsche. Seit Ende der 2000er Jahre betreut sie das neu eingerichtete Programm Literaturübersetzung aus dem Japanischen und vertritt die japanische Gegenwartsliteratur in Übersetzungswerkstätten und Literaturgesprächen. Von 2010 bis 2019 hielt sie Japanischkurse am Sprachenzentrum der Goethe-Universität ab. Von 2012 bis 2020 hatte sie in der Hessischen Lehrkräfteakademie eine Mitgliedschaft als Prüferin für japanische Sprache inne. Kimiko Nakayama-Ziegler lebt in Wiesbaden.

## Übersetzungen
- Kenzaburo Oe: Stille Tage. Übers. von Wolfgang E. Schlecht und Ursula Gräfe unter Mitarbeit von Kimiko Nakayama-Ziegler. Insel Verlag 1994.
- Hikaru Okuizumi: Das Gedächtnis der Steine. Übersetzt von Ursula Gräfe, zus. mit Kimiko Nakayama-Ziegler. Deutsche Verlags-Anstalt 2000.
- Yōko Ogawa: Hotel Iris. Übersetzt von Ursula Gräfe, zus. mit Kimiko Nakayama-Ziegler. Liebeskind 2001.
- Yōko Ogawa: Der Ringfinger. Übersetzt von Ursula Gräfe, zus. mit Kimiko Nakayama-Ziegler. Liebeskind 2002.
- Yōko Ogawa: Schwimmbad im Regen. Übersetzt von Ursula Gräfe, zus. mit Kimiko Nakayama-Ziegler. Liebeskind 2003.
- Yōko Ogawa: Liebe am Papierrand. Übersetzt von Ursula Gräfe, zus. mit Kimiko Nakayama-Ziegler. Liebeskind 2004.
- Tadahiko Nagao: Kokology für Verliebte: Das Spiel des Herzens. Übersetzt von Ursula Gräfe, zus. mit Kimiko Nakayama-Ziegler. Piper 2004.
- Yōko Ogawa: Das Museum der Stille. Übersetzt von Ursula Gräfe, zus. mit Kimiko Nakayama-Ziegler. Liebeskind 2005.
- Hitonari Tsuji: Warten auf die Sonne. Übersetzt von Ursula Gräfe, zus. mit Kimiko Nakayama-Ziegler. Piper 2006.
- Yōko Ogawa: Der zerbrochene Schmetterling. Übersetzt von Ursula Gräfe, zus. mit Kimiko Nakayama-Ziegler. Liebeskind 2007.
- Yamada Taichi: Sommer mit Fremden. Übersetzt von Ursula Gräfe, zus. mit Kimiko Nakayama-Ziegler. Goldmann 2007.
- Yamada Taichi: Lange habe ich nicht vom Fliegen geträumt. Übersetzt von Ursula Gräfe, zus. mit Kimiko Nakayama-Ziegler. Goldmann 2008.
- Hitonari Tsuji: Der weiße Buddha. Übersetzt von Ursula Gräfe, zus. mit Kimiko Nakayama-Ziegler. Piper 2008.
- Hiromi Kawakami: Der Himmel ist blau, die Erde ist weiß. Eine Liebesgeschichte. Übersetzt von Ursula Gräfe, zus. mit Kimiko Nakayama-Ziegler. Hanser 2008
- Hiromi Kawakami: Herr Nakano und die Frauen. Übersetzt von Ursula Gräfe, zus. mit Kimiko Nakayama-Zieglerr. Hanser 2009
- Hiromi Kawakami: Am Meer ist es wärmer: Eine Liebesgeschichte.  Übersetzt von Ursula Gräfe, zus. mit Kimiko Nakayama-Ziegler. Hanser 2010.
- Yamada Taichi: Auf der Suche nach einer fernen Stimme: Roman. Übersetzt von Ursula Gräfe, zus. mit Kimiko Nakayama-Ziegler. Goldmann 2010.

- Hiromi Kawakami: Bis nächstes Jahr im Frühling. Übersetzt von Ursula Gräfe, zus. mit Kimiko Nakayama-Ziegler. Hanser 2013
- Toyo Shibata: Du bist nie zu alt, um glücklich zu sein: Lebensweisheiten einer Hundertjährigen. Übersetzt von Ursula Gräfe, zus. mit Kimiko Nakayama-Ziegler. Piper 2013.

## Preise und Auszeichnungen
2004 erhielt Kimiko Nakayama-Ziegler zusammen mit Ursula Gräfe den Übersetzerpreis der Japan Foundation für den Erzählband »Schwimmbad im Regen« der Autorin Yōko Ogawa.